# Cycle de Vénus

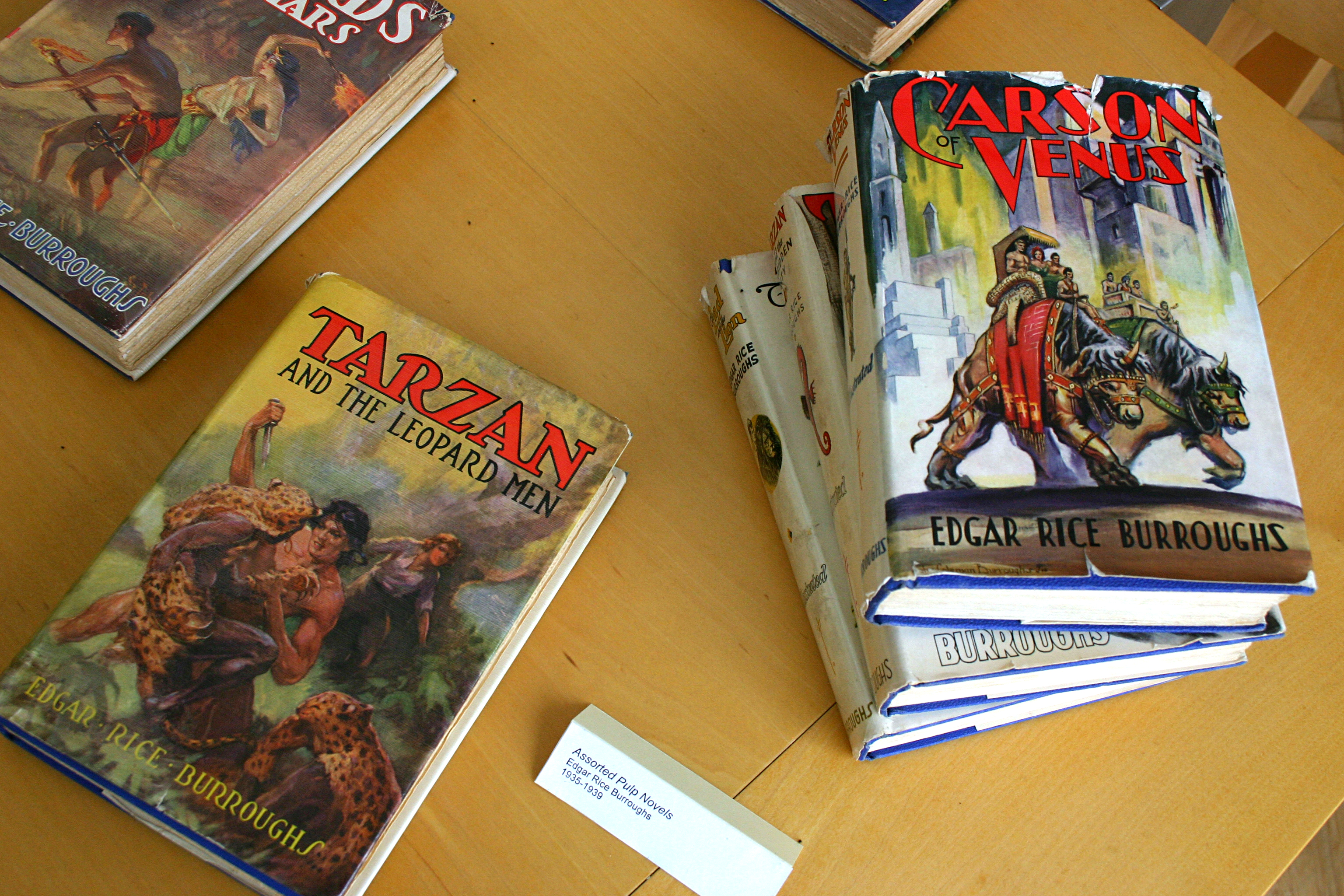
Premières éditions des romans de Edgar Rice Burroughs.

Le cycle de Vénus (titre original : Amtor) est une série littéraire de premières éditions des romans de science-fiction d'Edgar Rice Burroughs, aussi connu sous le nom de cycle de Carson Napier. 
- Pirates of Venus, 1932 en feuilleton dans Argosy, 1934 en volume
  - Le vagabond de l'espace, " Robinson ", n° 165 à 180 (1939)
  - Les pirates de Vénus, Antarès (1986)
  - Les pirates de Vénus, in Le cycle de Vénus, Lefrancq (1994)
- Lost on Venus, 1933 en feuilleton dans Argosy, 1935 en volume
  - L'appel de l'inconnu, " Robinson ", n° 180 à 202 (1939/1940)
  - Perdus sur Vénus, Antarès (1987)
  - Perdus sur Vénus, in Le cycle de Vénus, Lefrancq (1994)
- Carson of Venus, 1938 en feuilleton dans Argosy, 1939 en volume
  - Carson de Vénus, in Le cycle de Vénus, Lefrancq (1994)
- Escape on Venus (recueil de nouvelles, 1946)
  - Evasion sur Vénus, in Le cycle de Vénus, Lefrancq (1994)
    - Slaves of the fishmen, 1941 (Nouvelle recueillie dans 08 - Escape on Venus)
      - Esclaves des hommes-poissons, " La Tribune des amis d'Edgar Rice Burroughs", n° 16 à 18 (1994)

    - Goddess of fire, 1941 (Nouvelle recueillie dans 08 - Escape on Venus)
    - The living dead, 1941 (Nouvelle recueillie dans 08 - Escape on Venus)
    - War on Venus, 1942 (Nouvelle recueillie dans 08 - Escape on Venus)
- The wizard of Venus, 1964
  - Le magicien de Vénus, in Le cycle de Vénus, Lefrancq (1994)